# Condado de Maui
El condado de Maui (en inglés: Maui County) es uno de los cinco condados del estado estadounidense de Hawái. La sede del condado y mayor ciudad es Wailuku. El condado posee un área de 6213 km² (de las cuales 3210 km² están cubiertas de agua), una población de 164.754 habitantes, y una densidad de población de 43 hab/km² (según el censo nacional de 2020).

## Localidades

### Lugares designados por el censo

#### Lanai
- Lāna'i City

#### Maui
| - Haiku-Pauwela - Haliimaile - Hana - Kaanapali - Kahului - Kapalua - Kihei - Kula | - Lahaina - Launiupoko - Maalaea - Mahinahina - Makawao - Makena - Manele - Napili-Honokowai | - Olowalu - Paia - Pukalani - Ualapu'e - Waihee-Waiehu - Waikapu - Wailea - Wailea-Makena - Wailuku |

#### Molokai
| - Kaunakakai | - Kualapuu | - Maunaloa |

### Áreas no incorporadas
| - Haiku - Ho'olehua - Keanae | - Keokea - Kipahulu - Napili | - Olinda - Pu'unene - Waihee | - Wailua |

## Demografía
Según el censo de 2000, el condado cuenta con 128 094 habitantes, 43 507 hogares y 29 889 familias residentes. La densidad de población es de 43 hab/km² (110 hab/mi²). Hay 56 377 unidades habitacionales con una densidad promedio de 19 u.a./km² (49 u.a./mi²). La composición racial de la población del condado es 28.90 % blanca, 1.40 % negra o afrodescendiente, 0.37 % nativa americana, 33.01 % asiática, 10.72 % de las islas del Pacífico, 1.36 % de otros orígenes y 22.24 % de dos o más razas. El 7.8 % de la población es de origen hispano o latino cualquiera sea su raza de origen.
De los 43 507 hogares, en el 33,00 % viven menores de edad, 50.90 % están formados por parejas casadas que viven juntas, 12.00 % son llevados por una mujer sin esposo presente y 21.90 % no son familias. El 21.90 % de todos los hogares están formados por una sola persona y el 6.30 % incluyen a una persona de más de 65 años. El promedio de habitantes por hogar es de 2.91 y el tamaño promedio de las familias es de 3.41 personas.
El 25.50 % de la población del condado tiene menos de 18 años, el 7.70 % tiene entre 18 y 24 años, el 30.90 % tiene entre 25 y 44 años, el 24.40 % tiene entre 45 y 64 años y el 11.40 % tiene más de 65 años de edad. La media de edad es de 37 años. Por cada 100 mujeres hay 100.90 hombres y por cada 100 mujeres de más de 18 años hay 100.20 hombres.